# Molnár Zoltán (fotóművész, 1973)
Molnár Zoltán (Budapest, 1973. –) magyar fotóművész, művészeti tanár.

## Iskolái, magánélete
1993-ban érettségizett a Képző- és Iparművészeti Szakközépiskola fotó szakán, majd a Magyar Iparművészeti Főiskola fotó szakán 1998-ban szerezte diplomáját.
1995 óta a Fiatal Fotóművészek Stúdiójának vendéghallgatója. 1997-ben részt vett Tescaniban a TIMP ’97 nemzetközi fotográfiai alkotótábor munkájában a romániai Moldvában. 2008-ban a Modos de Ver Casa de Photographia Workshop alkotói ösztöndíjasa volt a brazíliai Salvadorban.
2009-ben, 2010-ben és 2011-ben fotóműhelyt vezetett Erdélyben a Minimum Party alkotótáborban Kászonaltízben.
2014-ben házasságot kötött Koncz Judittal. Ugyanabban az évben megszületett Péter, 2016-ban pedig Mihály fiúk.

## Munkahelyei
1998 és 2001 között az Elite magazin fotóriportere volt. 2001-től 2003-ig a Budai Rajziskolában, majd 2004–2006 között a Képző- és Iparművészeti Szakközépiskolában dolgozott mint művészeti tanár. 2007-től három évig a Kaposvári Művészeti Egyetem dokumentarista fotográfia óraadó tanáraként dolgozott. 2013 óta a Képző- és Iparművészeti Szakközépiskola fotóművészeti tanára.

## Ösztöndíjak, díjak
- 2014 XIX. Esztergomi Fotográfia Biennálé díja
- 2012 Nemzeti Kulturális Alap, alkotói támogatás, Budapest, Magyarország
- 2010 André Kertész fotóművészeti alkotói ösztöndíj, Párizs, Franciaország
- 2010 Újbuda Mecénás alkotói ösztöndíj, Budapest, Magyarország
- 2008 Sacatar Intézet Itaparica, Salvador, Brazília, alkotói ösztöndíj
- 2004 Hungart fotóművészeti ösztöndíj, Budapest, Magyarország
- 2004 Andre Malraux ösztöndíj, Nancy, Franciaország
- 2004 Magyar Sajtófotó Pályázat, portré kategória, III. helyezett
- 2002 Nemzeti Kulturális Alap, alkotói támogatás, Budapest, Magyarország
- 2002 Esztergomi Fotográfiai Biennálé, panoráma pályázat, különdíj
- 2002 Magyar Sajtófotó Pályázat, társadalom ábrázolás kategória, II. helyezett
- 2001 @rc óriásplakát pályázat, társadalmi célú hirdetés, I. helyezett
- 1998-2000 Pécsi József fotóművészeti ösztöndíj, Budapest, Magyarország
- 1993 Escher Károly tanulmányi ösztöndíj, Budapest, Magyarország

## Egyéni kiállítások

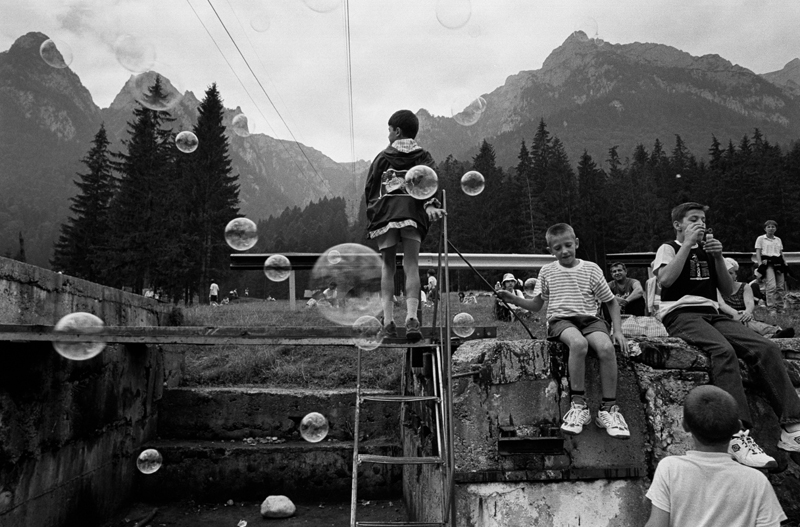
Molnár Zoltán: Bucsecs című képe

- 2014 Világok útjain, (Roma portrék 2003-2013), Petőfi Irodalmi Múzeum, Budapest
- 2013 Szénfeketék, (Kiskapus, Erdély, 2001-2012), Bárka Színház, Budapest
- 2013 Emberek között, (Franciaország, 2010), Nyitott Műhely, Budapest
- 2013 Fényerdők (Erdély, Moldva 1998-2012), Magma Kortárs Művészeti Kiállítótér, Sepsiszentgyörgy, Románia
- 2012 André Kertész ösztöndíj beszámoló kiállítás, Magyar Intézet, Párizs
- 2013 Emberek között, (Franciaország, 2010), Nyitott Műhely, Budapest
- 2013 Fényerdők (Erdély, Moldva 1998-2012), Magma Kortárs Művészeti Kiállítótér
- 2011 Brazil Napló, 2008. Magyar Fotográfusok Háza, Mai Manó Ház, Budapest
- 2009 Erdély, XVI. Budapesti Könyvfesztivál, Millenáris Jövő Háza
- 2008 Víz és az Ember-Brazília, 2008. Itaparica Library, Salvador, Brazília
- 2008 Valahol Európában, Erdély, 1996-2004. Kaposvári Egyetem Művészeti Főiskolai Kar, Csokonai Galéria, Kaposvár
- 2007 Erdély, Nyitott Műhely Galéria, Budapest
- 2007 Month of Photography, Magyar Köztársaság Kulturális Intézete, Pozsony
- 2005 Álpanorámák-New York, 2004. Magyar Fotográfusok Háza, Mai Manó Ház, Budapest
- 2004 Aspektus-Körösfeketetó, 2003. Zöld Udvar, Taliándörögd, Művészetek Völgye
- 2002 Nagy Hét Spanyolországban, 2001. Nyitott Műhely Galéria, Budapest,
- 2001 Spanyolország, 2000. Vár Galéria, Marosvásárhely, Románia
- 2000 Portugália, Tunézia, Teleki Oktatási Központ, Szováta, Románia

## Csoportos kiállítások
- 2014 Tájélmény, 19. Esztergomi Fotográfiai Biennálé, Esztergom, A Magyar Nemzeti Múzeum Vármúzeuma, Rondella Galéria, *Fotóhónap 2014. Csontváry Művészeti Udvarház, Budapest, Magyarország
- 2014 Az év építészeti fotója 2014, Magyar Építészek Háza, Kós Károly terem, Budapest, Magyarország
- 2014 100év-100fotó, Fészek Klub, Budapest, Magyarország
- 2014 Ártér Művészeti Egyesület csoportos kiállítás, Záborszky pincészet, Budapest
- 2013 Víz és jövő országos plakátkiállítás a Budapesti Víz Világtalálkozó alkalmából, Magyarország
- 2013 Erdély, fotókiállítás Szalontai Ábel fotográfussal, Nemzeti Színház, Budapest, Magyarország
- 2013 Fehéren-Feketén, cigány-magyar fotópályázat-kiállítás, Millenáris Jövő Háza, Budapest, Magyarország
- 2012 Duna Nyitott könyv, Magyar Fotográfusok Háza-Mai Manó Ház, Budapest,   Magyarország
- 2011 Együtt-lét, fotópályázat-kiállítás, Kossuth tér, Budapest, Magyarország
- 2009 Folyamatos Jelen, Central European House of Photography, Pozsony, Szlovákia
- 2008 Camera Obscura, Magyar Fotográfusok Háza- Mai Manó Ház, Budapest, Magyarország
- 2008 ’100Erdély’ Szabadság tér, Budapest, Magyarország
- 2008 Kiszállni, Bringás fotókiállítás, Kodály Körönd, Budapest, Magyarország
- 2007 Gang, Zöld Udvar, Művészetek Völgye, Vigántpetend, Magyarország
- 2005 Természet és Tájkép, II. Festival Photo, La Gacilly, Franciaország
- 2005 Akt-Art XIV. Esztergomi Fotográfiai Biennálé, Budapest Galéria Kiállítóháza, Budapest, Magyarország
- 2004 X. Interfoto, Fotófesztivál, Moszkva, Oroszország
- 2004 Erdély, F4 csoport kiállítása, Ponton Galéria, Budapest, Magyarország
- 2004 Robert Doisneau Galéria, Centre Culturel Andre Malraux, Nancy, Franciaország
- 2003 Budapest egy napja, Millenáris Park, Budapest
- 2003 The International Photographic Art Camp, Beszterce, Románia
- 2002 Dokk, Magház, Budapest, Magyarország

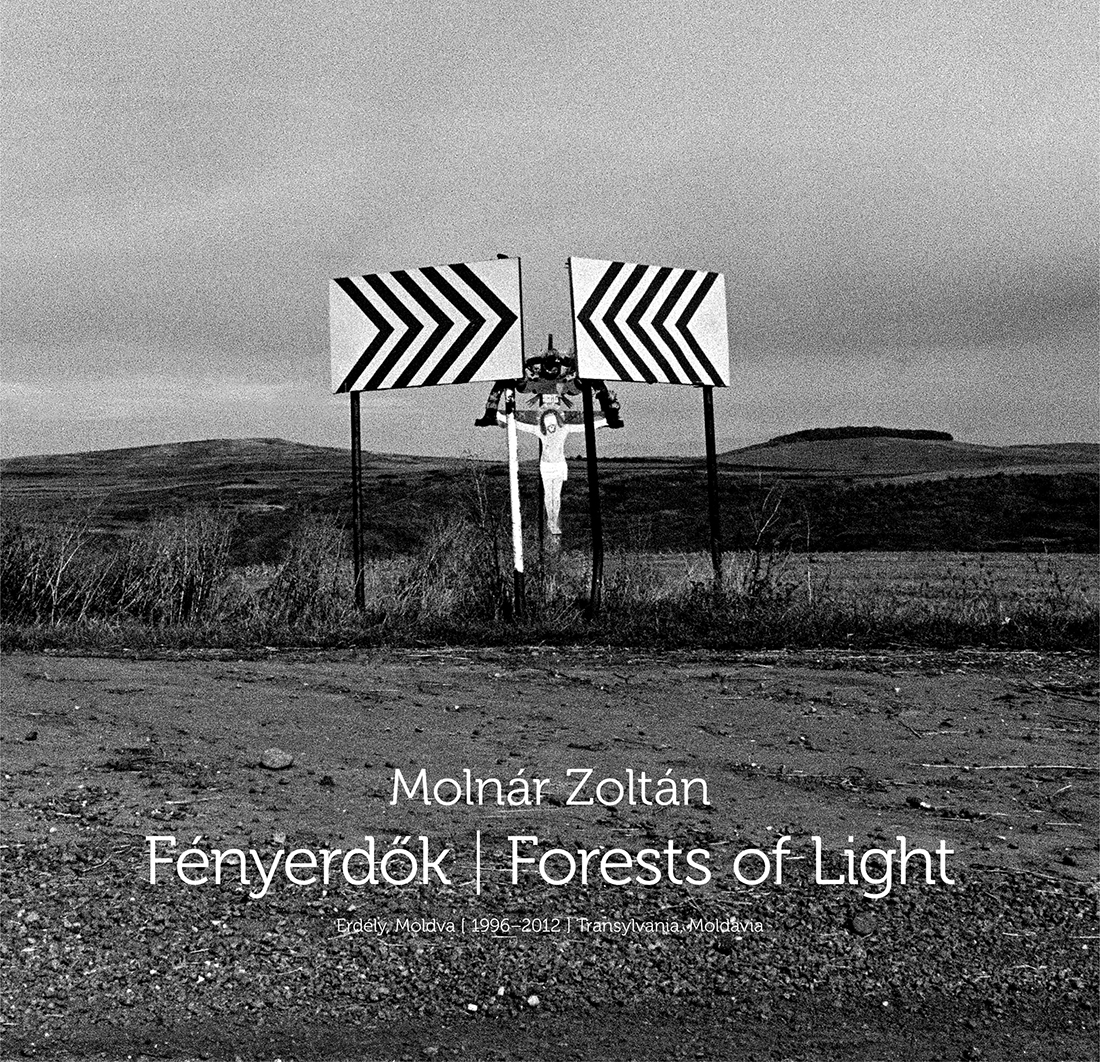
A Fényerdők című album borítója

## Fotográfiák közgyűjteményekben
- 2010 Magyar Fotográfiai Múzeum, Kecskemét
- 2003 Magyar Néprajzi Múzeum Fényképtára, Budapest

## Fotóesszé albuma
- Fényerdők - Erdély, Moldva 1998-2012 - magán kiadás, Budapest 2012. ISBN 978 963 08 4729 2